# Pleurothallis valladolidensis
Pleurothallis valladolidensis är en orkidéart som beskrevs av Carlyle August Luer. Pleurothallis valladolidensis ingår i släktet Pleurothallis och familjen orkidéer. Inga underarter finns listade i Catalogue of Life.